# بخش فارسی یورونیوز

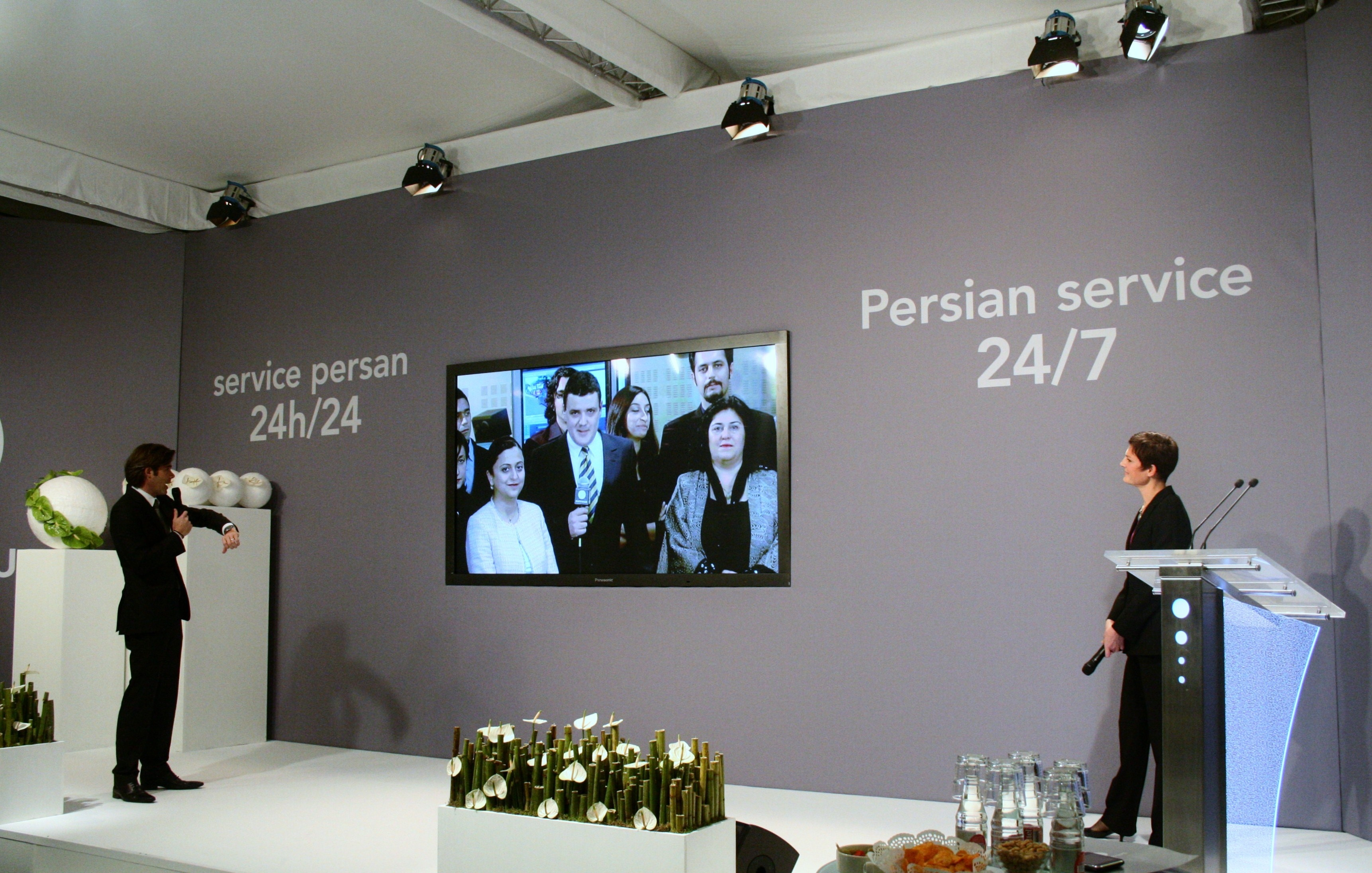
جشن آغاز به کار بخش فارسی یورونیوز در پارلمان اروپا، بروکسل، ‏۲۷ سپتامبر ۲۰۱۰‏

بخش فارسی دهمین سرویس زبانی شبکهٔ خبری تلویزیونی یورونیوز است. ستاد یورونیوز و بخش فارسی آن در شهر لیون فرانسه است.
راه‌اندازی سرویس فارسی یورونیوز در سال ۲۰۰۸ (میلادی) از سوی اتحادیه اروپا به کمیسیون ارتباطات این اتحادیه ابلاغ شد.
به گفتۀ شبکۀ یورونیوز، آغاز پخش برنامه‌ها به زبان فارسی برای اواخر سال ۲۰۱۰ برنامه‌ریزی شده بود و از آغاز برنامه برای دریافت سرویس فارسی به‌وسیلۀ ماهواره و در سراسر جهان و تلویزیون کابلی در اروپا قرار گرفته بود.
شبکهٔ یورونیوز از ۲۰ اکتبر ۲۰۱۰ به زبان فارسی روی اینترنت قابل دریافت شد؛ و سرویس صوتی خود به زبان فارسی را در ماهواره‌های هات‌برد و عرب‌ست در چهارشنبه ۲۷ اکتبر ۲۰۱۰ ساعت ۹ شب به وقت ایران فعال کرد.
سردبیر بخش فارسی می‌گوید: «رسانه‌های فارسی‌زبانی که اکنون به فارسی‌زبانان اطلاعات می‌دهند، با همۀ زحماتی که می‌کشند دید ایرانی‌شان آن‌قدر زیاد است که بعضی وقت‌ها از اخبار جهان غافل می‌شوند». اما پس از مدتی این وبگاه در ایران رفع فیلتر شد.
وبگاه یورونیوز فارسی دوباره در تاریخ ۲۶ فروردین ۱۳۹۹ در اقدامی عجیب و دلایل نامعلوم همزمان با اوج گسترش کروناویروس سندرم حاد تنفسی ۲ با توجه به طرفداران بسیار زیاد فارسی‌زبان در ایران فیلتر شد. اما پس از مدتی در اواخر اردیبهشت همان سال، دوباره رفع فیلتر شد.
همچنین دامنۀ اینترنتی بخش فارسی این وبگاه از farsi.euronews.com به per.euronews.com تغییر یافته است.

## توقف و از سرگیری پخش تلویزیونی
بخش فارسی یورونیوز از ۱ اردیبهشت ۱۳۹۶ به دلیل مشکلات مالی برای گیرنده‌های ماهواره‌ای تعطیل شد؛ هرچند کماکان اخبار خود را به زبان فارسی از طریق اپلیکیشن و وبگاه خود برای فارسی‌زبانان ارائه می‌داد.
پخش برنامه‌های تلویزیونی یورونیوز به زبان فارسی پس از ۸ سال، از عصر روز ۲۰ خرداد ۱۴۰۴‌ بر روی پلتفرم‌های پخش اینترنتی از سر گرفته شد.